# Asfrid Odinkarsdatter
Asfrid Odinkarsdatter ist die erste dänische Königin (dänisch Dronning), deren Name überliefert ist. Sie lebte im 10. Jahrhundert und war die Tochter eines nicht weiter bekannten Odinkar. Asfrid wurde mit König Gnupa (Knut I.) verheiratet, der das damalige Dänemark entweder ganz oder zu Teilen beherrschte. Sie errichtete die Runensteine (DR2 und DR4), um das Andenken an König Sigtrygg zu bewahren, der ihr und Gnupas Sohn war und laut Adam von Bremen zwischen 909 und 917 den Thron bestieg. Andere Quellen besagen das Chnuba (in der Regel als Sigtryggs Vater Gnupa identifiziert) noch 934 herrschte. 
Aus den Quellen ist bekannt, dass die schwedische Olaf-Dynastie (Olaf, Gurd gest. 916, Gnupa und Sigtryg) zwischen 900 und 950 zumindest den Süden Jütlands und vielleicht auch Fünen beherrschten. Die Olaf-Dynastie wird 925 n. Chr. erstmals erwähnt. Sven Estridsson, aufgewachsen in Schweden und ab 1047 König von Dänemark, zählt die Olaflinie zu seinen Vorfahren.
934 besiegte der ostfränkisch-sächsische König Heinrich I. die Dänen unter König Knut I. in der „Schlacht von Haithabu“ und eroberte die Stadt. Damit fiel das Gebiet zwischen Eider und Schlei an das Ostfränkische Reich, bis 945 der dänische König Gorm der Alte den Handelsplatz zurückeroberte. Gorms Sohn Harald verlor Haithabu 974 zunächst wieder an Otto II., konnte es 983 aber zurückgewinnen. Das lokale (schwedische) Herrschergeschlecht blieb zumindest bis Gorms Eroberung 945 im Amt.